# Van Buren (Ohio)
Pour les articles homonymes, voir Van Buren.
Van Buren est un village américain situé dans le comté de Hancock, dans l'Ohio. Selon le recensement de 2010, sa population est de 328 habitants.